# هينك يان مارتن بوس
هينك يان مارتن بوس (بالهولندية: Henk Bos)‏ هو مؤرخ الرياضيات ومؤرخ وأستاذ جامعي ورياضياتي هولندي، ولد في 17 يوليو 1940 في أنسخديه في هولندا.